# Saint-Saturnin (Lozère)
Saint-Saturnin è un comune francese di 69 abitanti situato nel dipartimento della Lozère nella regione dell'Occitania.

## Società

### Evoluzione demografica
Abitanti censiti